# Danka Kovinić
Danka Kovinić (n. 18 noiembrie 1994, Cetinje, Republica Muntenegru, Iugoslavia) este o jucătoare profesionistă de tenis, care face parte din echipa de Fed Cup a Muntenegrului.
La 22 februarie 2016 ea a atins cea mai bună poziție a carierei în clasamentul de simplu, locul 46 mondial, în timp ce la 20 iunie 2016 a ajuns pe locul 67 în clasamentul la dublu.

## Carieră

### 2010-2015
Kovinić a debutat în circuitul profesionist în 2010. Primul turneu WTA la care a participat în competiția de simplu a fost 2013 Budapest Grand Prix, unde Kovinić a devenit prima muntenegreană care a ajuns în sferturile de finală ale unei competiții WTA. Primele victorii în competiția de simplu a unui turneu de Mare Șlem au avut loc în 2015 la French Open și US Open, iar în octombrie 2015 s-a calificat în prima ei finală a unui turneu WTA la Tianjin Open.
Primul ei meci de dublu în circuitul WTA a avut loc la turneul de la Bogotá din aprilie 2014, iar primul titlu la dublu într-un turneu WTA a fost obținut în iulie 2015 la Bad Gastein, unde a concurat împreună cu Stephanie Vogt.

### 2016
În anul 2016 s-a calificat în două finale ale competițiilor de dublu, mai întâi împreună cu Barbora Strýcová la Auckland în ianuarie și apoi împreună cu Xenia Knoll la İstanbul Cup în aprilie. În același timp ea a ajuns și în finala competiției de simplu a turneului de la Istanbul. În luna următoare a jucat cu capul de serie nr. 10 Petra Kvitová în prima rundă a Open-ului Francez și s-a aflat la două mingi de câștigarea partidei.

## Finale în circuitul WTA

### Simplu: 2 (2 înfrângeri)
| Victorii - Înfrângeri                       |
| ------------------------------------------- |
| Turnee de Mare Șlem (0-0)                   |
| Turneul Campioanelor (0-0)                  |
| Turnee Premier Mandatory și Premier 5 (0-0) |
| Turnee Premier (0-0)                        |
| International (0-2)                         |

| Finale după suprafață |
| --------------------- |
| Hard (0-1)            |
| Iarbă (0-0)           |
| Zgură (0-1)           |
| Carpetă (0-0)         |

| Rezultat   | Victorii-Înfrângeri | Dată      | Turneu               | Categorie     | Teren | Adversară           | Scor          |
| ---------- | ------------------- | --------- | -------------------- | ------------- | ----- | ------------------- | ------------- |
| Înfrângere | 0-1                 | Oct. 2015 | Tianjin Open, China  | International | Hard  | Agnieszka Radwańska | 1-6, 2-6      |
| Înfrângere | 0-2                 | Apr. 2016 | Istanbul Cup, Turcia | International | Zgură | Çağla Büyükakçay    | 6-3, 2-6, 3-6 |

### Dublu: 5 (1 titlu, 4 înfrângeri)
| Victorii - Înfrângeri                       |
| ------------------------------------------- |
| Turnee de Mare Șlem (0-0)                   |
| Turneul Campioanelor (0-0)                  |
| Turnee Premier Mandatory și Premier 5 (0-0) |
| Turnee Premier (0-0)                        |
| International (1-4)                         |

| Finale după suprafață |
| --------------------- |
| Hard (0-2)            |
| Iarbă (0-0)           |
| Zgură (1-2)           |
| Carpetă (0-0)         |

| Rezultat   | Victorii - Înfrângeri | Dată      | Turneu                     | Categorie     | Turneu | Parteneră        | Adversare                        | Scor             |
| ---------- | --------------------- | --------- | -------------------------- | ------------- | ------ | ---------------- | -------------------------------- | ---------------- |
| Victorie   | 1-0                   | Iul. 2015 | Gastein Ladies, Austria    | International | Zgură  | Stephanie Vogt   | Lara Arruabarrena Lucie Hradecká | 4-6, 6-4, [10-3] |
| Înfrângere | 1-1                   | Ian. 2016 | ASB Classic, Noua Zeelandă | International | Hard   | Barbora Strýcová | Elise Mertens An-Sophie Mestach  | 6-2, 3-6, [5-10] |
| Înfrângere | 1-2                   | Apr. 2016 | Istanbul Cup, Turcia       | Internațional | Zgură  | Xenia Knoll      | Andreea Mitu İpek Soylu          | abandon          |
| Înfrângere | 1-3                   | Iul. 2018 | Bucharest Open, România    | International | Zgură  | Maryna Zanevska  | Irina-Camelia Begu Andreea Mitu  | 3-6, 4-6         |
| Înfrângere | 1-4                   | Sep. 2018 | Guangzhou Open, China      | International | Hard   | Vera Lapko       | Monique Adamczak Jessica Moore   | 6-4, 5-7, [4-10] |

## Finale în circuitul ITF
| Turnee de 100.000 $           |
| Turnee de 80.000 $            |
| Turnee de 50.000 $ / 60.000 $ |
| Turnee de 25.000 $            |
| Turnee de 10.000 $            |

### Simplu: 16 (9-7)
| Rezultat   | Victorii- Înfrângeri | Dată               | Turneu                    | Categorie | Suprafață              | Adversară     | Scor |
| ---------- | -------------------- | ------------------ | ------------------------- | --------- | ---------------------- | ------------- | ---- |
| Victorie   | 1.                   | 10 octombrie 2010  | Dobrici, Bulgaria         | Zgură     | Isabella Shinikova     | 6–4, 6–3      |      |
| Înfrângere | 1.                   | 12 iunie 2011      | Nyíregyháza, Ungaria      | Zgură     | Simona Dobrá           | 4–6, 2–6      |      |
| Victorie   | 2.                   | 26 iunie 2011      | Balș, România             | Zgură     | Alice-Andrada Radu     | 6–0, 6–1      |      |
| Înfrângere | 2.                   | 11 septembrie 2011 | Podgorica, Muntenegru     | Zgură     | Paula Ormaechea        | 1–6, 1–6      |      |
| Victorie   | 3.                   | 13 aprilie 2012    | Tlemcen, Algeria          | Zgură     | Alexandra Romanova     | 6–2, 6–2      |      |
| Victorie   | 4.                   | 8 iulie 2012       | Toruń, Polonia            | Zgură     | Paula Kania            | 6–3, 4–6, 6–3 |      |
| Victorie   | 5.                   | 22 iunie 2013      | Ystad, Suedia             | Zgură     | Melanie Klaffner       | 6–3, 6–3      |      |
| Victorie   | 6.                   | 30 iunie 2013      | Kristinehamn, Suedia      | Zgură     | Jasmina Tinjić         | 6–1, 7–5      |      |
| Victorie   | 7.                   | 18 mai 2014        | Saint-Gaudens, Franța     | Zgură     | Pauline Parmentier     | 6–1, 6–2      |      |
| Înfrângere | 3.                   | 8 martie 2015      | Curitiba, Brazilia        | Zgură     | Lourdes Domínguez Lino | 6–4, 2–6, 3–6 |      |
| Victorie   | 8.                   | 10 mai 2015        | Trnava, Slovacia          | Zgură     | Margarita Gasparyan    | 7–5, 6–3      |      |
| Victorie   | 9.                   | 5 iunie 2016       | Marseille, Franța         | Zgură     | Hsieh Su-wei           | 6–2, 6–3      |      |
| Înfrângere | 4.                   | 18 iunie 2017      | Hódmezövásárhely, Ungaria | Zgură     | Mihaela Buzărnescu     | 2–6, 1–6      |      |
| Înfrângere | 5.                   | 15 iulie 2017      | Budapesta, Ungaria        | Zgură     | Jana Čepelová          | 4–6, 3–6      |      |
| Înfrângere | 6.                   | 20 august 2017     | Vancouver, Canada         | Hard      | Maryna Zanevska        | 7–5, 1–6, 3–6 |      |
| Înfrângere | 7.                   | 17 martie 2019     | São Paulo, Brazilia       | Zgură     | Louisa Chirico         | 0–6, 2–6      |      |

### Dublu: 10 (3-7)
| Turnee de 100.000 $           |
| Turnee de 80.000 $            |
| Turnee de 50.000 $ / 60.000 $ |
| Turnee de 25.000 $            |
| Turnee de 10.000 $            |

| Rezultat   | Victorii- Înfrângeri | Dată               | Turneu                    | Categorie | Teren               | Parteneră                            | Adversare        | Scor |
| ---------- | -------------------- | ------------------ | ------------------------- | --------- | ------------------- | ------------------------------------ | ---------------- | ---- |
| Înfrângere | 1.                   | 11 septembrie 2011 | Podgorica, Muntenegru     | Zgură     | Danica Krstajić     | Corinna Dentoni Florencia Molinero   | 4–6, 7–5, [5–10] |      |
| Înfrângere | 2.                   | 29 octombrie 2011  | Lagos, Nigeria            | Carpetă   | Elina Svitolina     | Melanie Klaffner Ágnes Szatmári      | 0–6, 7–6, [5–10] |      |
| Înfrângere | 3.                   | 13 aprilie 2013    | Mamaia, România           | Zgură     | Tadeja Majerič      | Elena Bogdan Raluca Olaru            | 6–7(4–7), 3–6    |      |
| Înfrângere | 4.                   | 1 septembrie 2012  | La Marsa, Tunisia         | Zgură     | Laura Pigossi       | Réka Luca Jani Eugeniya Pashkova     | 3–6, 6–4, [5–10] |      |
| Victorie   | 1.                   | 25 mai 2012        | Caserta, Italia           | Zgură     | Renata Voráčová     | Elena Bogdan Cristina Dinu           | 6–4, 7–6(7–3)    |      |
| Victorie   | 2.                   | 13 februarie 2015  | São Paulo, Brazilia       | Zgură     | Andreea Mitu        | Tatiana Búa Paula Cristina Gonçalves | 6–2, 7–5         |      |
| Victorie   | 3.                   | 12. iulie 2015     | Contrexéville, Franța     | Zgură     | Oksana Kalashnikova | Irina Ramialison Constance Sibille   | 2–6, 6–3, [10–6] |      |
| Înfrângere | 5.                   | 10 martie 2018     | Zhuhai, China             | Hard      | Nao Hibino          | Anna Blinkova Lesley Kerkhove        | 5–7, 4–6         |      |
| Înfrângere | 6.                   | 17 martie 2018     | Shenzhen, China           | Hard      | Wang Xinyu          | Anna Kalinskaya Viktória Kužmová     | 4–6, 6–1, [7–10] |      |
| Înfrângere | 7.                   | 15 iunie 2018      | Hodmezovasarhely, Ungaria | Zgură     | Nina Stojanović     | Réka Luca Jani Nadia Podoroska       | 4–6, 4–6         |      |

## Alte finale

### Simplu
| Rezultat | An   | Competiție                         | Suprafață | Adversară              | Scor     |
| -------- | ---- | ---------------------------------- | --------- | ---------------------- | -------- |
| Aur      | 2015 | Jocurile statelor mici ale Europei | Zgură     | Kathinka von Deichmann | 6-0, 6-1 |

## Performanțe obținute la turneele de Mare Șlem

### Simplu
| Turneu          | 2014 | 2015 | 2016 | 2017 | 2018 | W–L  |
| --------------- | ---- | ---- | ---- | ---- | ---- | ---- |
| Australian Open | Q3   | Q1   | 2R   | 2R   | Q2   | 2-2  |
| French Open     | 1R   | 2R   | 1R   | 1R   | Q1   | 1-4  |
| Wimbledon       | Q3   | 1R   | 1R   | 1R   | Q3   | 0-3  |
| US Open         | Q1   | 2R   | 1R   | Q2   | Q1   | 1-2  |
| Total           | 0-1  | 2-3  | 1-4  | 1-3  | 0-0  | 4-11 |

### Dublu
| Turneu          | 2015 | 2016 | 2017 | W–L |
| --------------- | ---- | ---- | ---- | --- |
| Australian Open | A    | 2R   | 2R   | 2-2 |
| French Open     | A    | 1R   | A    | 0-1 |
| Wimbledon       | A    | 1R   | A    | 0-1 |
| US Open         | 1R   | 2R   | A    | 1-2 |
| Total           | 0-1  | 2-4  | 1-1  | 3-6 |

## Victorii împotriva jucătoarelor din Top 10
| Sezon    | 2016 | 2017 | Total |
| Victorii | 1    | 0    | 1     |

| #    | Jucătoare     | Locul adversarei | Turneu            | Suprafață | Rundă       | Scor     |
| ---- | ------------- | ---------------- | ----------------- | --------- | ----------- | -------- |
| 2016 |               |                  |                   |           |             |          |
| 1.   | Roberta Vinci | Nr. 8            | Mutua Madrid Open | Zgură     | Prima rundă | 6-4, 6-2 |

## Legături externe
- Danka Kovinić la Women's Tennis Association
- Danka Kovinić la International Tennis Federation
- Danka Kovinić pe site-ul Fed Cup